# 佐久間盛進
佐久間 盛進（さくま もりゆき）は、江戸時代後期の旗本。
天明4年（1784年）8月18日、父・佐久間盛親より家督（武蔵国児玉郡、横見郡のうち200石）を相続し、甲府勤番士となった。
『寛政重修諸家譜』編纂時の当主。屋敷は甲府郭内元御厩跡。